# Coverdale/Page (Band)
Coverdale/Page war Anfang der 1990er Jahre eine Bluesrock-Band der beiden britischen Musiker David Coverdale und Jimmy Page. Sie veröffentlichten ein einziges Album und setzten das Projekt anschließend nicht mehr fort.

## Geschichte
Jimmy Page hatte nach dem Ende von Led Zeppelin (1980) mehrere Projekte gestartet, mit denen er mehr oder minder erfolgreich war, darunter XYZ, The Honeydrippers oder The Firm, bevor er schließlich 1988 sein einziges Soloalbum mit dem Titel Outrider aufnahm. Außerdem hatte er verschiedentlich als Gastmusiker auf den Alben anderer Künstler mitgewirkt, auch auf dem ebenfalls 1988 erschienenen Album Now and Zen seines ehemaligen Led-Zeppelin-Kollegen Robert Plant.
David Coverdale war 1973 als Nachfolger des Sängers Ian Gillan bei Deep Purple bekannt geworden und hatte anschließend Whitesnake gegründet. Mit dieser Gruppe hatte er 1987 (1987) und 1989 (Slip of the Tongue) weltweit große Erfolge gefeiert und unter anderem in Großbritannien und den USA die Top Ten der jeweiligen Album-Charts erreicht. 1990 war er Gastmusiker auf dem Album Passion and Warfare des Gitarristen Steve Vai gewesen und hatte das Lied Last Note of Freedom für den Soundtrack zum Film Days of Thunder aufgenommen.
1991 taten sich Coverdale und Page zusammen. Als Grund dafür vermuteten manche Kritiker, dass Robert Plant im Zuge eines geplanten Comebacks von Led Zeppelin einen Rückzieher gemacht hatte und Page ihn durch die Zusammenarbeit mit Coverdale ärgern wollte. Plant selbst äußerte sich in Interviews wiederholt spöttisch über Coverdale/Page, wenn er dazu befragt wurde.
Das Album, an dem Coverdale und Page mit dem Produzenten Mike Fraser und den Musikern Denny Carmassi (Schlagzeug, ehemals Montrose), Jorge Casas (Bass), Ricky Phillips (Bass), John Harris (Harmonika) und Lester Mendez (Keyboard) arbeiteten, entstand zwischen 1991 und dem frühen Winter 1992 in verschiedenen Studios in London, Vancouver, Miami und Hook City und wurde im März 1993 unter dem Titel Coverdale/Page veröffentlicht.
Es erreichte die Charts in Großbritannien, den USA und Deutschland sowie in weiteren Ländern und wurde in Kanada und den USA mit Platin und in Großbritannien mit Silber ausgezeichnet. Trotz dieser anfänglichen Erfolge verschwand das Album schnell aus der öffentlichen Wahrnehmung; eine geplante Tournee durch Arenen in den USA musste abgesagt werden.
Im Dezember 1993 gingen Coverdale und Page in Japan auf Tournee, wo die Band durch die Musiker Denny Carmassi (Schlagzeug), Brett Tuggle (Keyboard) und Guy Pratt (Bass) komplettiert wurden. Auf dieser Tournee wurden neben den Songs von ihrem gemeinsamen Album auch bekannte Stücke von Led Zeppelin (Rock N’ Roll, Kashmir, Black Dog) und Whitesnake (Still of the Night, Here I Go Again) gespielt.
Nach dem Ende der Japan-Tour galt das Projekt als beendet. Page formierte fast umgehend Page & Plant mit Robert Plant; sie veröffentlichten 1994 das Album No Quarter. Coverdale tat sich wieder mit seinem früheren Gitarristen Adrian Vandenberg zusammen und veröffentlichte 1997 die CD Restless Heart, die eigentlich als Soloalbum geplant war, auf Druck der Plattenfirma aber wieder unter dem Namen „Whitesnake“ erschien.

## Diskografie

### Alben
| Jahr | Titel          | Höchstplatzierung, Gesamtwochen, AuszeichnungChartplatzierungen (Jahr, Titel, Platzierungen, Wochen, Auszeichnungen, Anmerkungen) | Höchstplatzierung, Gesamtwochen, AuszeichnungChartplatzierungen (Jahr, Titel, Platzierungen, Wochen, Auszeichnungen, Anmerkungen) | Höchstplatzierung, Gesamtwochen, AuszeichnungChartplatzierungen (Jahr, Titel, Platzierungen, Wochen, Auszeichnungen, Anmerkungen) | Höchstplatzierung, Gesamtwochen, AuszeichnungChartplatzierungen (Jahr, Titel, Platzierungen, Wochen, Auszeichnungen, Anmerkungen) | Anmerkungen |
| Jahr | Titel          | DE | CH | UK | US | Anmerkungen |
| ---- | -------------- | --- | --- | --- | --- | ----------- |
| 1993 | Coverdale/Page | DE27 (16 Wo.)DE | CH16 (8 Wo.)CH | UK4 Silber · (8 Wo.)UK | US5 Platin · (24 Wo.)US |             |

### Singles
| Jahr | Titel Album                               | Höchstplatzierung, Gesamtwochen, AuszeichnungChartsChartplatzierungen (Jahr, Titel, Album, Platzierungen, Wochen, Auszeichnungen, Anmerkungen) | Anmerkungen |
| Jahr | Titel Album                               | UK | Anmerkungen |
| ---- | ----------------------------------------- | --- | ----------- |
| 1993 | Take Me For a Little While Coverdale/Page | UK29 (2 Wo.)UK |             |
| 1993 | Take a Look At Yourself Coverdale/Page    | UK43 (1 Wo.)UK |             |

Weitere Singles
- Over Now (USA)
- Pride And Joy (USA)
- Shake My Tree (USA)